# Klášter Saint-Antoine-des-Champs
Klášter Saint-Antoine-des-Champs (tj. svatého Antonína v Polích) bylo opatství v Paříži, kolem kterého vzniklo předměstí faubourg Saint-Antoine. Dnes se na jeho místě nachází nemocnice Saint-Antoine ve 12. obvodu.

## Historie
Až do 12. století se v místě dnešní nemocnice Saint-Antoine rozkládaly jen houštiny a bažiny, přes které vedla římská cesta spojující Paříž s městy Meaux a Melun.
V roce 1198 Foulques de Neuilly, kněz v Neuilly-sur-Marne, kazatel čtvrté křížové výpravy nechal uprostřed bažin na náklady papeže Inocenta III. zbudovat malou poustevnu pro zhřešilé ženy. Roku 1204 byl z iniciativy pařížského biskupa Eudese de Sully změněna na opatství cisterciácké obedience. Klášter byl obehnán vodními příkopy napuštěnými vodou ze Seiny. Klášter chránili ozbrojenci pod přímým dohledem abatyše. Klášterní kostel zasvěcený svatému Antonínovi byl postaven v gotickém slohu. Měl hlavní loď doplněnou bočními loděmi, apsidu a špičatou věž.
V roce 1229 král Ludvík IX. povýšil klášter na královské opatství. Kolem kláštera postupně vzniklo pařížské předměstí, kde žilo mnoho řemeslníků. Bažiny byly postupně vysušeny a kultivovány.
V 1261 Ludvík IX. potvrdil právo jednoho ze svých předchůdců Ludvíka VI., který osvobodil opatství Saint-Antoine ze zákazu volného pohybu prasat. Opatství mohlo své vepře volně vypouštět, za podmínky, že mají zvonek s křížem, aby je bylo možné rozpoznat.
V 1471 opatství Saint-Antoine-des-Champs získalo od krále Ludvíka XI. vzácné privilegium, které osvobozovalo řemeslníky usazené kolem opatství od vysokých daní.
V polovině 17. století mělo opatství v lénu asi padesát ulic. Opatství samo nemohlo pojmout více než dvacet dívek. Jeho opevněné hradby mu umožňovaly ukrýt v případě nebezpečí obyvatele z předměstí.
V roce 1767 architekt Nicolas Lenoir (1726-1810) připojil k farní budově dvě křídla. Zákon ze dne 13. února 1790 rušící klášterní sliby nařizoval sčítání řeholníků. Dne 25. března 1790 bylo v klášteře Saint-Antoine 25 jeptišek.
Dekretem z 11. února 1791 bylo opatství znárodněno. Jeptišky byly vystěhovány a Národní konvent rozhodl o přeměně kláštera na Východní nemocnici, jednak proto, že v této části Paříže takové zařízení chybělo, a rovněž jako výraz díků obyvatelům za jejich aktivní roli v revolučních událostech (pevnost Bastila se nacházela na kraji tohoto předměstí).
Kostel Saint-Antoine byl zbourán v roce 1796. Architekt Clavareau byl pověřen zařízením nemocnice. Inicioval vznik dalších dvou křídel, ale stavba byla brzy zastavena kvůli nedostatku peněz. Nemocnice měla dvě oddělení po 72 lůžkách (jedno pro ženy a jedno pro muže), byl zde však jen jeden lékař, jeden lékárník a 12 sester. Ústav změnil svůj název v roce 1802 a stal se nemocnicí Saint-Antoine.
V roce 1811 správu nemocnice převzala kongregace špitálníků Sainte-Marthe de Beaune, která zde působila do roku 1881. V roce 1842 měla nemocnice 320 lůžek.
Z bývalého kláštera se dochoval jen pavilon de l'Horloge, zbytek ambitu a insignie fakulty Saint-Antoine, která převzala pečeť zdejší abatyše Marie Bouthillier.